# San Joaquin (rijeka)
San Joaquin je rijeka u SAD-u, središnjem dijelu američke savezne države Kalifornija.
Rijeka službeno izvire u planinama Sierra Nevade na utok dvije glavne pritoke. Središnja grana (engl. Middle Fork) koja izvire iz jezera Thousand Island Lake na nadomorskoj visini od 2999 m, a sjeverna grana (engl. North Fork) počinje 2.9 km jugoistočno od vrha Mount Lyell u nacionalnom parku Yosemite. Središnja grana smatra se glavni vodotokom. Rijeka protječe planinskim područjem, gdje je pregrađena s četiri brane hidroelektrana, sve do gradića Millertona gdje se od 1942. nalazi brana Firant koja oblikuje jezero Millerton.
Nizvodno od brane Firant, rijeka protječe dolinom San Joaquin (koja je dio velike Središnje doline engl. "Central Valley"), sjeverno od grada Fresna, nakon čega brojni akvadukti isušuju rijeku, te u sljedećih 97 km do gradića Mendonta rijeka je gotov presušena. Tu se u rijeku ulijeva kanal Delta-Mendota, povremeni vodotokovi kanala Fresno Slough koje puni sjeverni ogranak rijeke Kings.
Značajnije pritoke su rijeke Merced, Tuolumne, Stanislaus, Mokelumne, te vodotok Fresno Slough. Na svom toku prije stvaranja delte s rijekom Sacramento od rijeke se odvajaju dva ogranka Old River i Middle River.
Rijeka je nosila različita imena kroz povijest. Današnje ime potječe iz vremena između 1805. i 1808. kada je španjolski istraživač Gabriel Moraga istraživaoo područje istočno od misije "San José, kako bi pronašo mjesto s izgradnju sljedeće misije. Moraga je naišao na pritoku, ne zna se koju, te joj dao ime po Svetom Joakimu, suprugu Sv. Ane, ocu Marije, majke Isusove.
Ime je nakon 1810. postalo uobičajeno u upotrebi
Godine 1826., Jedediah Smith zapisao je da je nepoznata skupina indijanaca rijeku nazivala "Peticutry", ime koje je zapisano u službenim nalazima "U.S. Geological Survey" (USGS), sustava podataka zemljopisnih imena (engl. "Geographic Names Information System"). Ostali nazivi su "Rio de San Francisco", kojeg je dao otac Juan Crespí 1772., i "Rio San Juan Bautista", naziv nepoznatog porijekla.
Na jeziku mono (iz skupine numijskih jezika) naziv rijeke je  "typici h huu' ", što bi značilo "važna ili velika rijeka".